# 대원초등학교 (경기)
대원초등학교는 대한민국 경기도 성남시 중원구에 있는 공립 초등학교이다.

## 학교 연혁
- 1971년 9월 1일 : 대원국민학교 16학급 편성 개교
- 1974년 3월 1일 : 교육부 지정 특별 활동 연구학교
- 1992년 6월 23일 : 성남시 지정 재능아 시범학교 보고회
- 1996년 3월 1일 : 대원초등학교로 개명
- 1998년 3월 1일 : 경기도교육청지정 경제교육 시범학교
- 2002년 3월 1일 : 제11대 최창일 교장 부임
- 2003년 2월 18일 : 제32회 졸업식(272명)
- 2003년 4월 1일 : 교수.학습도움센터 도지정 시범학교 운영(3년간)
- 2004년 3월 1일 : 39학급 편성(특수학급 2학급 포함)
- 2004년 4월 23일 : 40학급 편성(특수학급 2학급 포함)
- 2004년 9월 1일 : 제12대 박주하 교장 부임
- 2005년 2월 17일 : 제35회 졸업식(267명)
- 2006년 2월 18일 : 제34회 졸업식(258명)
- 2006년 3월 1일 : 39학급 편성(특수학급 2학급 포함)
- 2006년 3월 1일 : 봉사활동 도지정 시범학교 운영(1년간)
- 2006년 9월 1일 : 제13대 고창일 교장 부임
- 2007년 2월 15일 : 제36회 졸업식(졸업생 249명 총계 16,813명)
- 2007년 3월 1일 : 39학급 편성(특수 학급 2학급 포함)
- 2008년 2월 14일 : 제37회 졸업식(졸업생 241명 / 총계 17,054명)
- 2008년 3월 1일 : 38학급 편성(특수 학급 2학급 포함)
- 2008년 3월 1일 : 경기도교육청지정 방과후학교 운영 시범학교
- 2009년 2월 13일 : 제38회 졸업식(졸업생 224명 / 총계 17,298명)
- 2009년 3월 1일 : 36학급 편성(특수학급 2학급 포함)
- 2009년 3월 1일 : 제14대 장명석 교장 부임
- 2009년 10월 15일 : 드림스타트 학교 사회복지실 편성
- 2010년 2월 11일 : 제39회 졸업식(졸업생 222명 총계 17,520명)
- 2010년 3월 1일 : 35학급 편성(특수 학급 3학급 포함),유치원 5학급 편성
- 2011년 2월 18일 : 제40회 졸업식(졸업생 191명 총계17,711명)
- 2011년 3월 1일 : 32학급 편성(특수학급 3학급 포함),유치원 5학급 편성
- 2011년 9월 1일 : 제15대 이종희 교장 부임
- 2012년 2월 17일 : 제41회 졸업식(졸업생 185명 총계 17,896명)
- 2012년 3월 1일 : 30학급 편성(특수학급 3학급 포함),유치원 5학급 편성
- 2013년 2월 21일 : 제42회 졸업식(졸업생 175명 총계 18,071명)
- 2013년 3월 1일 : 29학급 편성(특수학급 3학급 포함),유치원 5학급 편성
- 2013년 9월 1일 : 제16대 박선희 교장 부임
- 2013년 9월 1일 : 경기도교육청 지정 교육복지우선지원사업학교 선정
- 2014년 2월 20일 : 제43회 졸업식(졸업생 159명, 총계 18,230명)
- 2014년 3월 1일 : 25학급 편성(특수학급 2학급 포함), 유치원 4학급 편성
- 2015년 2월 16일 : 제44회 졸업식 (졸업생97명, 총계 18,327명)
- 2015년 3월 1일 : 24학급 편성(특수학급 2학급 포함) 유치원 4학급 편성
- 2023년 3월 1일 : 주변 지역 재개발로 인한 임시 휴교
- 2028년 4월 중 : 재개교 (예정)

## 참고 자료
- 대원초등학교 - 한국교육학술정보원 학교알리미